# Model 1840 Musket
O Springfield Model 1840 Musket é um mosquete de pederneira de calibre .69" fabricado no início do século XIX no Arsenal Springfield e no Arsenal Harpers Ferry.

## Visão geral
O Model 1840 foi uma pequena melhoria em relação ao mosquete Model 1835, e portanto, era bastante semelhante ao anterior. O Model 1840 apresentava uma baioneta mais longa com um mecanismo de engate e uma coronha com resalto. Os projetistas do Model 1840 previram que o mosquete acabaria por ter o cano estriado e tornaram o cano mais grosso do que o "Model 1835" anterior. As várias modificações no Model 1840 o tornaram ligeiramente mais pesado do que o "Model 1835".

## Características
O Model 1840, assim como seu "irmão mais velho", o M1835, era um mosquete de calibre ,69 in (17,5 mm) com cano longo de alma lisa, de 42 in (1 070 mm), e comprimento total de 58 in (1 470 mm), pesando 10 lb (4,54 kg).

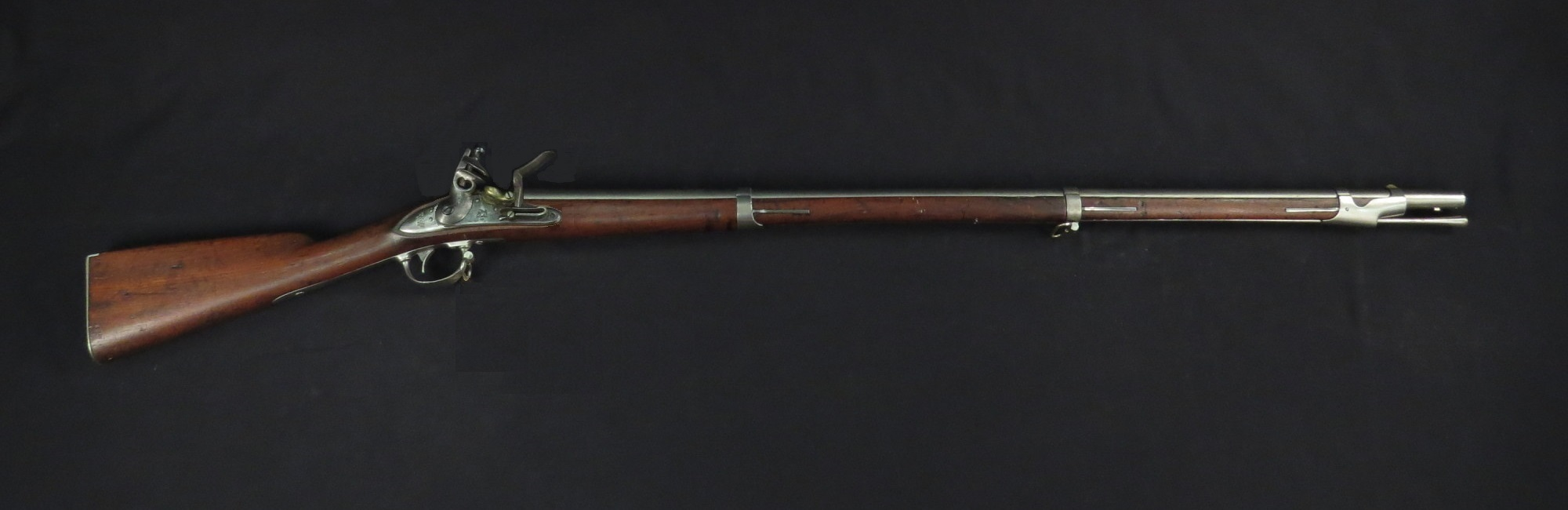
O Springfield Model 1840.

### Produção
Além do Harper's Ferry e do Springfield Armouries, o Model 1840 foi produzido por mais dois outros empreiteiros entre 1840 e 1848: "D. Nippes" e "L. Pomeroy". Ele acabou sendo substituído pelo Model 1842, este sim, um modelo bastante diferente do projeto original do "M1816".
O Model 1840 foi o último mosquete de pederneira fabricado em Springfield Armouries, no entanto, a maioria deles (cerca de 90%) foi convertida para o sistema de espoleta de percussão na década de 1850, antes mesmo de chegarem ao campo. Embora produzido como um mosquete de cano de alma lisa, a maioria dos Model 1840 teve seus canos estriados posteriormente, como os projetistas haviam previsto.
| O Springfield Model 1840 convertido para percussão · O Springfield Model 1840 convertido para percussão |  | Close do mecanismo de ação do Springfield Model 1840 convertido para percussão. |

Além disso, muitos dos Model 1840 foram posteriormente convertidos para o sistema de retrocarga conhecido como "Trapdoor".

## Utilização
O Model 1840 foi largamente utilizado na Guerra Mexicano-Americana e também no início da Guerra Civil Americana.